# Institut Superior de Ciències Religioses de Barcelona
L'Institut Superior de Ciències Religioses de Barcelona (ISCREB) és una institució docent de caràcter públic de l'Arquebisbat de Barcelona, vinculada a la Facultat de Teologia de Catalunya. Va ser creat el novembre de 1996 i refundat el maig de 2010. És el primer centre mundial que, després d'haver rebut l'aprovació definitiva del Vaticà, ofereix des del 2003 titulacions eclesiàstiques amb reconeixement civil de ciències religioses per Internet. El 2015 signà un conveni amb el KAICIID.